# Negocjator (film)
Negocjator (ang. The Negotiator) – amerykański dramat z roku 1998 wyreżyserowany przez F. Gary’ego Graya.

## Obsada
- Samuel L. Jackson – Danny Roman
- Kevin Spacey – Chris Sabian
- David Morse – Adam Beck
- Ron Rifkin – Grant Frost
- John Spencer – Komendant Al Travis
- J.T. Walsh – inspektor Terence Niebaum
- Paul Giamatti – Rudy
- Tim Kelleher – Argento
- Regina Taylor – Karen Roman
- Siobhan Fallon – Maggie
- Carlos Gómez – Eagle
- Michael Cudlitz – Paltermo
- Bruce Beatty – Marcus
- Nestor Serrano – Kellerman
- Dean Norris – Scott

## Zdjęcia
Film kręcono w Chicago (77 W. Wacker Dr., Downtown), w Long Beach (El Dorado Regional Park – 7550 E. Spring Street), w Los Angeles (Raleigh Studios – 5300 Melrose Ave., Hollywood) oraz w angielskim Pinewood Studios, znajdującym się w Iver Heath, Buckinghamshire (Wielka Brytania).